# Eugenie Brummer
Hedvig Eugenie Brummer (från 1893 Steinmetz), född 14 oktober 1846 i Stockholm, död där 15 november 1919, var en svensk lärare och skolrektor.
Eugenie Brummer upptogs som fosterdotter av Maria Cecilia von Brummer, fram till 1850 gift med musikläraren Erik Broström. Hon erhöll enskild undervisning, genomgick en pedagogisk kurs vid Klara mönsterskola under Carl Meijerberg och Ebba Gregersson våren 1865 och blev elev vid Stockholm folkskoleseminarium samma år. Brummer avlade avgångsexamen 1867 och studerade därefter språk utomlands. Hon var därefter lärare vid Stockholms folkskoleseminariums övningsskola 1867-70 och privatläre hos Gustaf af Ugglas. Hon kom under denna tid även i kontakt med prinsessan Eugénie, som kom att intressera sig för hennes pedagogiska verksamhet
Efter en kortare praktik fick Brummer anställning vid Beskowska skolan 1872. Hon lämnade dock skolan för att förverkliga sina egna pedagogiska tankar genom grundandet av en egen skola. Bummer menade att för att i största möjliga mån få sina anlag utvecklade måste klasserna vara små, högst tolv till fjorton barn för att ge läraren tid och möjlighet att ägna varje barn tillräckligt mycket tid. Brummer började i liten skala med en liten privatkurs för sex barn ur ansedda Stockholmsfamiljer. 1882 grundades den Brummerska skolan på Kammakargatan 8, vilken omfattade ett högre elementarläroverk för flickor samt en småskola för flickor och gossar. Redan 1889 flyttade man till en större lokal på Malmskillnadsgatan 41. Brummer prövade även andra nya pedagogiska metoder, som att föra undervisningen i språk på det språk som skulle läras ut.
Brummer lämnade 1893 ledningen av Brummerska skolan till de båda lärarna Ellen och Anna Kruse sedan hon gift sig med sin förre lärare och rektor vid Stockholms folkskoleseminarium, sedermera prost och kyrkoherde i Bollnäs, Alfred Steinmetz. Efter endast tre månaders äktenskap avled han dock och Eugenie Steinmetz återvände då till skolan som dess föreståndare. Ett nytt skolhus på Johannesgatan 18 invigdes 1897, och nu hade elevantalet vuxit till 528. 
1906 blev hon ledamot av Johannes församlings skolråd och erhöll samma år medaljen Illis Quorum av åttonde storleken. Hon överlämnade 1914 skötseln av skolan till fröknarna Ellen och Anna Kruse.